# Nemoura subtilis
Nemoura subtilis är en bäcksländeart som beskrevs av František Klapálek 1895. Nemoura subtilis ingår i släktet Nemoura och familjen kryssbäcksländor. Inga underarter finns listade i Catalogue of Life.